# وراثة جسيمائية

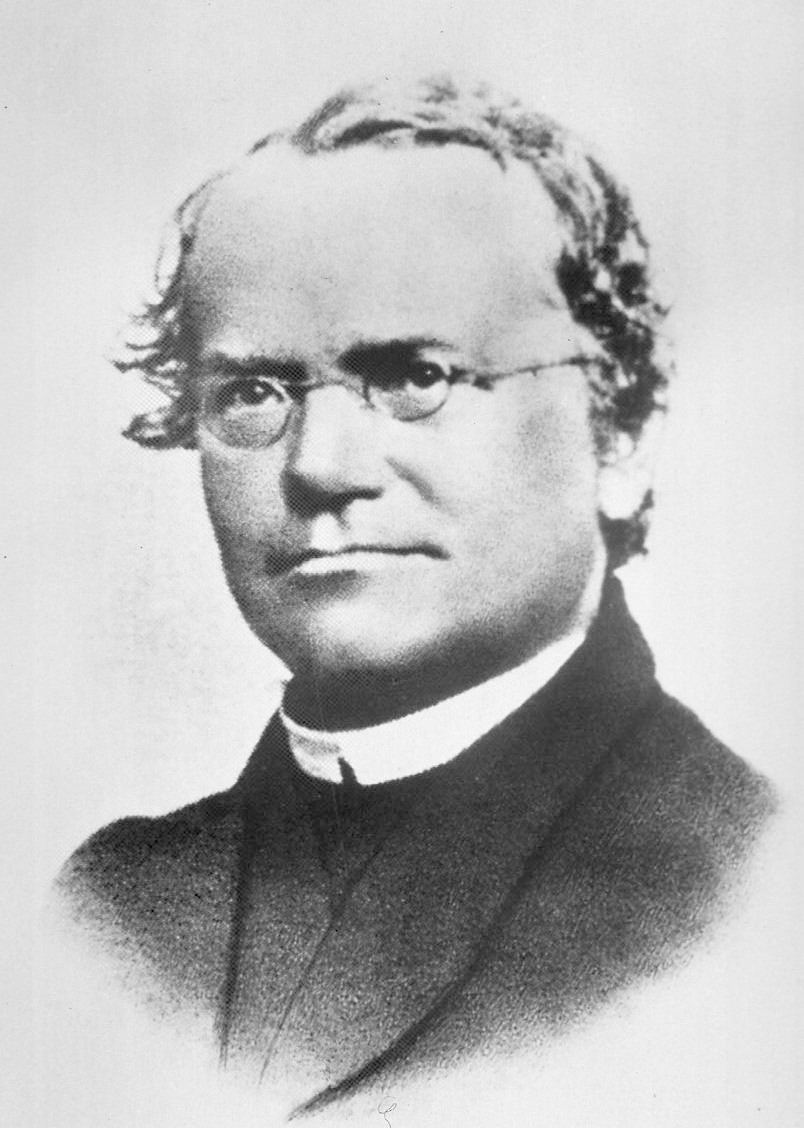

الوراثة الجسيمائية هي نمط من الوراثة اكتشفه علماء الوراثة المندلية مثل ويليام باتسون ورونالد فيشر وحتى غريغور مندل نفسه، تطرح الوراثة الجسيمائية فكرة أنَّ الصفات الظاهرية يمكن أن تنتقل من جيل إلى جيل من خلال (جزيئات منفصلة) تعرف باسم الجينات، والتي يمكن أن تحافظ على قدرة هذه الصفات على التعبير في الوقت التي لا تظهر فيه دائمًا في بعض الأجيال المتعاقبة.

## التطورات والمراحل العلمية التي أوصلتنا إلى النظرية
أدرك العلماء في أوائل القرن التاسع عشر أنَّ الأرض كانت مأهولة بالكائنات الحية منذ فترة طويلة جدًا. ولكنهم لم يفهموا من ناحية أخرى الآليات التي أدت فعليًا إلى ظهور التنوع الحيوي. كما أنهم لم يفهموا كيفية توارث الصفات البدنية الظاهرية من جيل إلى آخر. كانت الوراثة الخلطية هي الفكرة المثالية الشائعة في ذلك الوقت، ولكنها سقطت لاحقًا بسبب التجارب التي قام بها العالم غريغور مندل. اقترح مندل نظرية الوراثة الجسيمائية عن طريق استخدام نباتات البازلاء لشرح كيف يمكن توريث الاختلاف مع مرور الوقت.

## مقارنة نموذج الخلط مع نموذج الجسيمائية
- النسل هو مزيج من كلا الوالدين (بالمعنى الحديث: ستندمج الأليلات معًا لتشكيل أليل جديد تمامًا)
- تنتقل خصائص وصفات النسل الناتجة عن المزيج إلى الجيل التالي
- يتم تنحية الاختلاف بمرور الوقت[2]

### نموذج الجسيمائية
- النسل هو مزيج من كلا الوالدين.
- تنتقل الصفات والخصائص من كلا الوالدين إلى الجيل القادم بشكل منفصل.
- يتم الحفاظ على التغيير مع مرور الوقت.[2]

## أساليب مندل

### قانون مندل
طور مندل ثلاثة قوانين أساسية للوراثة منذ أن استخدم الأساليب التجريبية لاستنباط نظرية الوراثة الجسيمائية وهم: قانون الفصل، قانون التشكيل المستقل، وقانون الهيمنة.

### قانون الفصل
توضح تجربة مندل على نبتة البازلاء الطويلة والقصيرة كيف أنَّ كل نبتة تملك جزيئين هما الأليلات. عندما ينتج نبات البازلاء الأعراس (الخلايا التناسلية) فإنه يفصل أليل واحد لكل خلية.

### قانون التشكيل المستقل
ينص القانون على أنه عندما يختلف الوالدان عن بعضهما البعض في زوج أو أكثر من الصفات المتناقضة، تكون وراثة زوج من الصفات حدثا مستقلا عن وراثة الزوج الآخر.

### قانون الهيمنة
لاحظ مندل في نباتات البازلاء أنَّ الأليل المهيمن (T) يوقف تأثير الأليل المتنحي (t). يستخدم مصطلحي (المهيمن) و (المتنحي) للأليلات الظاهرة أو غير الظاهرة على التوالي. يكون جميع أفراد النسل من هذا التزاوج مغايري الزيجوت من حيث أنماطهم الجينية. كما أنها طويلة (لأن أليل الطول يهيمن على الأليل القِصَر) من حيث النمط الظاهري.

## فيشر
أظهر رونالد فيشر في دراسة نُشرت عام 1918 تحت عنوان (فرضية الوراثة المندلية بين الأقارب) أنَّ الوراثة الجسيمائية كانت قادرة على إنتاج كم كبير من التباين الذي نراه بين الأفراد ذوي الصلة الوثيقة. ساعد ذلك في تحقيق التوافق بين مدارس علم المقاييس الحيوية والمندلية في ذلك الوقت، وكان خطوة مهمة في الاصطناع التطوري الحديث.